# Avicularia leporina
Avicularia leporina là một loài nhện trong họ Theraphosidae và thuộc chi Avicularia. Loài này phân bố ở Brasil và Puerto Rico.